# اچ‌ام‌اس دی۲
اچ‌ام‌اس دی۲ (به انگلیسی: HMS D2) یک زیردریایی بود که طول آن ۱۶۳ فوت (۵۰ متر) بود. این زیردریایی در سال ۱۹۱۱ ساخته شد.